# Episodi de I sopravvissuti (prima stagione)

Abby Grant (Carolyn Seymour) nella prima stagione

La prima stagione della serie televisiva I sopravvissuti è andata in onda sulla BBC dal 16 aprile al 16 luglio 1975.
L'edizione italiana della serie è stata trasmessa in prima visione dal 1976 sulla RSI.
| nº | Titolo originale    | Titolo italiano            | Prima TV UK    | Prima TV Svizzera |
| -- | ------------------- | -------------------------- | -------------- | ----------------- |
| 1  | The Fourth Horseman | Il quarto cavaliere        | 16 aprile 1975 |                   |
| 2  | Genesis             | La genesi                  | 23 aprile 1975 |                   |
| 3  | Gone Away           | La fuga                    | 30 aprile 1975 |                   |
| 4  | Corn Dolly          | Bambole di paglia          | 7 maggio 1975  |                   |
| 5  | Gone to the Angels  | Gli angeli della montagna  | 14 maggio 1975 |                   |
| 6  | Garland's War       | La guerra di Garland       | 21 maggio 1975 |                   |
| 7  | Starvation          | Fame                       | 4 giugno 1975  |                   |
| 8  | Spoil of War        | Bottino di guerra          | 11 giugno 1975 |                   |
| 9  | Law and Order       | Una questione di coscienza | 18 giugno 1975 |                   |
| 10 | The Future Hour     | Pensare al futuro          | 25 giugno 1975 |                   |
| 11 | Revenge             | Vendetta                   | 2 luglio 1975  |                   |
| 12 | Something of Value  | Qualcosa di valore         | 9 luglio 1975  |                   |
| 13 | A Beginning         | Un nuovo inizio            | 16 luglio 1975 |                   |